# Марш Радецкого
«Марш Радецкого» (op. 228) — марш, написанный в 1848 году Иоганном Штраусом-старшим в честь фельдмаршала графа Радецкого. Одно из самых знаменитых произведений Штрауса.
Марш Радецкого состоит из трёх основных частей.

## История

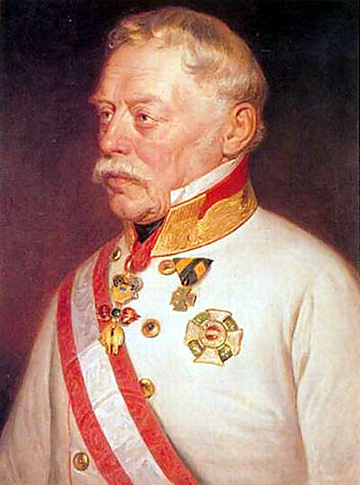
Фельдмаршал Радецкий, ок. 1850

Марш Радецкого был написан Иоганном Штраусом-старшим в качестве приветствия войскам фельдмаршала Иоганна Йозефа Венцеля Радецкого, возвращавшимся после подавления восстания в Италии, «в честь великого генерала и …императорской армии». Он был впервые исполнен 31 августа 1848 года на улицах Вены перед проходящими войсками. Основой марша послужила австрийская народная мелодия «Старый венский танец», чей темп Штраус ускорил так, чтобы мелодия сочеталась с парадным прохождением кавалерийских частей. Позже Марш Радецкого стал парадным маршем 5-го гусарского полка имени графа Радецкого вооружённых сил Австро-Венгрии.
В середине XIX века австриец Шрамм, став капельмейстером 1-го Его Величества драгунского гвардейского полка Великобритании, представил «Марш Радецкого» как очень подходящий для английского кавалерийского полка. Марш получил ещё более сильную связь с полком в 1896 году, когда австрийский император Франц Иосиф I стал шефом полка и дал разрешение принять в качестве знамени австрийского двуглавого орла. С 1959 года правопреемником полка является 1-й Её Величества драгунский гвардейский полк, быстрым маршем которого является как раз марш Радецкого.

## Отражение в литературе
В 1932 году был опубликован роман Йозефа Рота под названием «Марш Радецкого», повествующий о падении Австро-Венгерской империи. Книга приобрела большую популярность и стала самой известной работой писателя. 

## Современное использование
- Маршем Радецкого каждый раз заканчивается Новогодний концерт Венского филармонического оркестра. Согласно традиции, публика сопровождает его исполнение ритмичным похлопыванием в ладоши и притоптыванием ногами. (Говорят, что эта традиция уходит своими корнями к первому исполнению марша, которое произвело такое сильное впечатление на присутствовавших на нём австрийских офицеров и других официальных лиц, что те стали невольно притоптывать ногами в такт, вопреки своей культивируемой сдержанности.) На протяжении почти 75 лет, с 1946 года, марш исполнялся в аранжировке Леопольда Венингера — композитора, ныне забытого из-за активной пронацистской деятельности[3]. В 2019 году совет директоров филармонии заявил о подготовке новой аранжировки[4] с целью «денацификации» марша[5]. Впервые новые аранжировка прозвучала на новогоднем конерте оркестра в 2020 году.
- Марш Радецкого является парадным гимном чилийской Военной академии имени Бернардо О’Хиггинса[исп.][6]: в частности, этот марш можно услышать на ежегодном Большом военном параде[англ.].
- Песня на музыку Марша Радецкого с написанными специально словами звучит в альбоме Jahrhundertmärsche und Hymnen (1999) немецкого певца Хайно[7].
- На стадионе датского футбольного клуба «Орхус» Марш Радецкого играют каждый раз, когда команда хозяев забивает гол[8].
- Мелодия марша использовалась в рекламе консервированной кукурузы «Bonduelle»[9][10]